# Xanthorhoe lapponica
Xanthorhoe lapponica là một loài bướm đêm trong họ Geometridae.